# Rezi
Rezi község Zala vármegyében, a Keszthelyi járásban.

## Fekvése
Rezi Keszthelytől 8 kilométerre északra, a Keszthelyi-fennsík belsejében helyezkedik el. Nyugatról, délről és északról erdőségek, keletről szőlős domboldalak övezik a községet.
Belterületi része gyakorlatilag zsáktelepülésnek tekinthető, hiszen a faluba közúton csak déli irányból lehet eljutni, Keszthely felől, Cserszegtomajon át, a 7347-es útból kiágazó (a 71-es főutat is keresztező) 73 162-es úton. Egy kis forgalmú bekötőút kapcsolja össze a Keszthely–Zalaszántó–Sümeg közti 7327-es úttal, amely szintén jó néhány kilométeren át Rezi közigazgatási területén (annak nyugati szélén) húzódik. Itt ágazik ki a 7327-esből a Jánosházáig vezető 7331-es út is.
Sűrű autóbusz-összeköttetésben áll Keszthellyel, illetve a település központjától egy kilométerre fekvő zalaszántói mellékúton Sümeggel is.

## Története
Rezi első említése 1236-ból való. Ekkor királyi szolgák lakták a települést. A helység legjelentősebb épülete, a vár később épült. A forrásokban legkorábban 1335-ben fordul elő mint királyi vár. Az 1370-es évek során a Laczfiak kezére szállt a vár, ám hűtlenségük miatt a király elkobozta a tulajdont. 1427-ben Zsigmond király a gersei Pethőknek adományozta, ezúttal a településsel együtt.
A 16. században a települést sok csapás érte. 1538-ban a veszprémi érsek familiárisai fosztották ki. 1555-től a törökök birtokolták a települést, amelyet többször is leromboltak, ám pusztán nem maradt. A vár eközben védelmi funkciókat látott el, annak ellenére, hogy nem számított végvárnak. Így lényegében csak a katonák hatalmaskodásai ismertek a környék lakói felett. Végül 1586-ban a elrendelték a vár lebontását egyrészt a lakosok érdekében, másrészt félve, hogy a törökök kezére kerül.

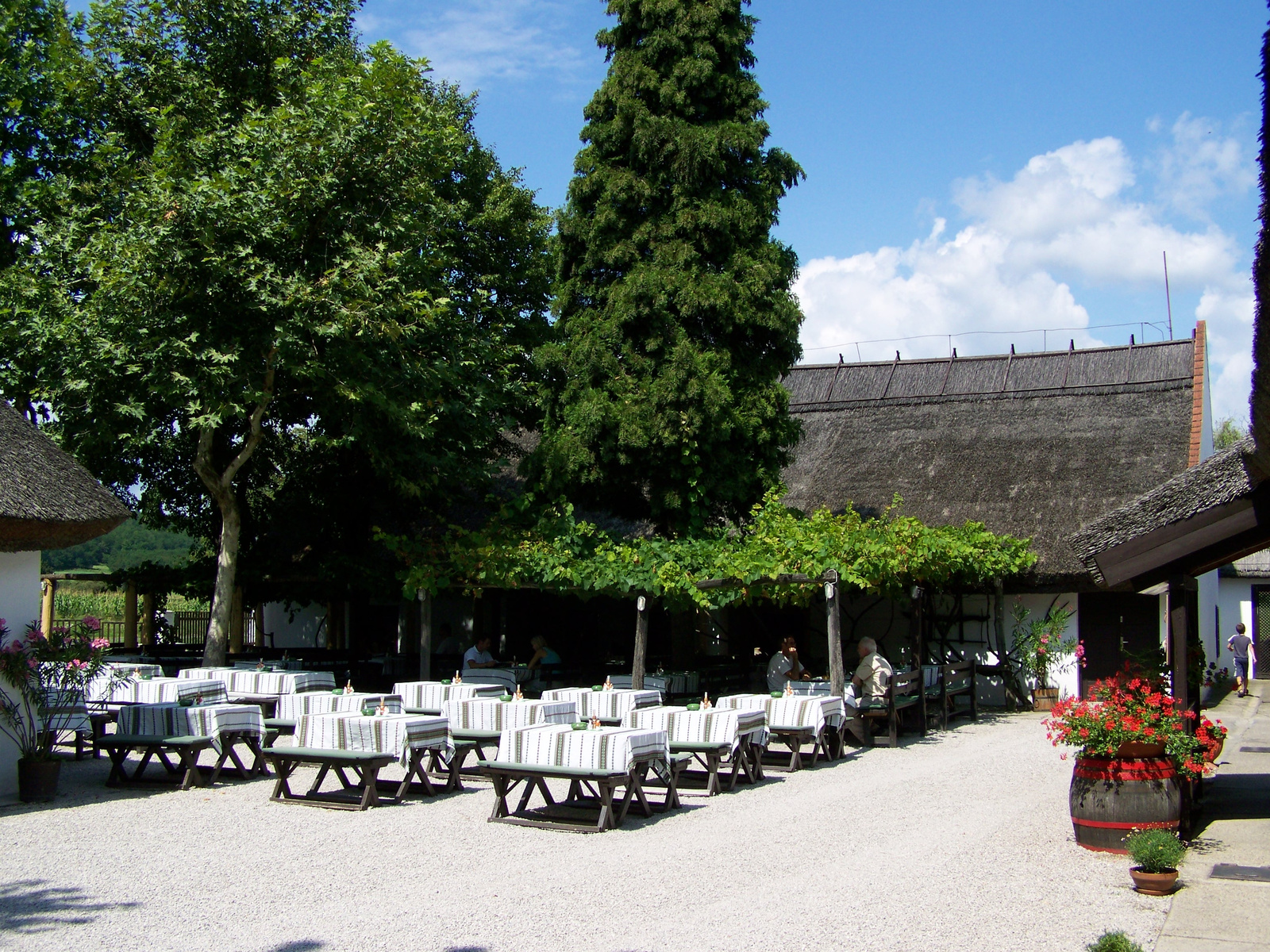
A ma is működő Gyöngyösi betyár csárda

A törökök kiűzése után hamar a Pethő család egyedüli földesúrrá vált a településen. A 18. században rövid időre az Esterházy család kezére szállt a birtok, ám a század közepétől a Festeticsek jobbágytelepülése lett Rezi egészen 1945-ig. Ez egyben a falu életének fellendülését is jelentette, lakosságszáma nagyban nőtt, azonban a 20. század közepéig nagyrészt mezőgazdasági település maradt Keszthely szolgálatában.
Az 1950-es években kiépült a település infrastruktúrája. Az 1960-as években a század elejétől jellemző kőipar nagyban meglódult, a kőfaragó iparosok termékei országszerte híressé váltak. Az 1980-as évek során azonban az iparág lehanyatlott, 1988-ban megszűnt a helyi kőbánya is.
Az 1990-es évek végén, egy csendes időszak után, a település ismét fejlődésnek indult. Ezúttal az idegenforgalom vált Rezi elsődleges profiljává, amelyben fontos szerepet játszik egyrészt Keszthely és Hévíz közelsége, másrészt kedvező adottságai a falusi turizmus számára (csendessége és természetközelisége), végül a település komoly borkultúrája.

## Közélete
A településen polgárőrség működik.

### Polgármesterei
- 1990–1994: Sárközy Szaniszló (független)[4]
- 1994–1998: Sárközy Szaniszló (független)[5]
- 1998–2002: Cserép Gábor (független)[6]
- 2002–2006: Cserép Gábor (független)[7]
- 2006–2010: Cserép Gábor (független)[8]
- 2010–2014: Cserép Gábor (független)[9]
- 2014–2019: Cserép Gábor (független)[10]
- 2019–2024: Cserép Gábor (független)[11]
- 2024– : Cserép Gábor (független)[1]

## Népesség
A település népességének változása:
| Lakosok száma | 1184 | 1155 | 1168 | 1290 | 1315 | 1358 | 1352 |
|               | 2013 | 2014 | 2015 | 2021 | 2022 | 2023 | 2024 |

A 2011-es népszámlálás idején a nemzetiségi megoszlás a következő volt: magyar 92,7%, cigány 2,7%, német 3,27%, arab 0,36%, bolgár 0,27%. A lakosok 73,9%-a római katolikusnak, 2,28% reformátusnak, 0,44% evangélikusnak, 0,44% görögkatolikusnak, 5,3% felekezeten kívülinek vallotta magát (16,2% nem nyilatkozott).
2022-ben a lakosság 86,9%-a vallotta magát magyarnak, 2,4% németnek, 1,2% cigánynak, 0,2% románnak, 0,1-0,1% horvátnak, örménynek, ruszinnak és szlovénnek, 1,5% egyéb, nem hazai nemzetiségűnek (11,8% nem nyilatkozott; a kettős identitások miatt a végösszeg nagyobb lehet 100%-nál). Vallásuk szerint 52,5% volt római katolikus, 2,2% református, 0,5% evangélikus, 0,5% ortodox, 0,3% görög katolikus, 0,8% egyéb keresztény, 0,8% egyéb katolikus, 7,5% felekezeten kívüli (34,9% nem válaszolt).

## Nevezetességei
- Rezi vár
- Szőlőhegyi kápolna
- Szent Orbán szobor
- Római katolikus templom
- Gyöngyösi betyár csárda
- A településen áthalad az Országos Kéktúra.
- Itt található Magyarország egyetlen dolomit sziklahídja

## Régi mondások, falucsúfolók a településről
- Rezibe’ agyonverték a muffot.[14]
- Igaza van a sümegi embernek. Ha valaki rezü, óra az úttya. [Az arra, orra és óra szavak hasonlóságán alapuló szójáték.][14]
- A zsidiek bepörűték a rezi várt, mer nem engette a napot rájuk sütnyi.[14]